# Mezcalapa
Mezcalapa är en ort i Mexiko.   Den ligger i kommunen Tatahuicapan de Juárez och delstaten Veracruz, i den sydöstra delen av landet, 500 km öster om huvudstaden Mexico City. Mezcalapa ligger 31 meter över havet och antalet invånare är 308.
Terrängen runt Mezcalapa är platt norrut, men åt sydväst är den kuperad. Havet är nära Mezcalapa åt nordost.  Närmaste större samhälle är Los Arrecifes, 10,7 km nordväst om Mezcalapa. 